# Transposition (musique)
Pour les articles homonymes, voir transposition.
La transposition d'un morceau de musique consiste à décaler toutes ses notes d'un intervalle fixe vers l'aigu ou le grave. La transposition peut s'effectuer soit à l'écriture de la partition soit au moment de l'interprétation.
Certains instruments dits « transpositeurs » émettent des notes différentes des notes écrites. Sur certains instruments à clavier, comme le clavecin ou l'harmonium, le déplacement latéral du clavier permet de modifier la hauteur des sons émis sans avoir à les réaccorder. La plupart des claviers électroniques ont une fonction de transposition qui permet, par appui sur une touche ou en tournant une molette, de monter ou descendre la tonalité de l'instrument par pas d'un demi-ton. En guitare, on utilise plus simplement le capodastre à cette fin.

## Utilisation
La transposition est nécessaire dans les cas suivants :
- l'accompagnement d'un chanteur dont la tessiture est inadaptée à la tonalité originale : par exemple, un pianiste accompagnant une mezzo-soprano pourra baisser d'un ton la tonalité d'un air écrit pour soprano ;
- les instruments à tonalité fixe imposent leur tonalité aux instruments qui les accompagnent. Ainsi une guitare ou un piano qui accompagne des instruments traditionnels diatoniques (accordéon diatonique, tin whistle, bombarde, vielle, etc.) devra accompagner dans la tonalité de l'instrument soliste.

Les musiciens jouant d'un instrument transpositeur (clarinette, cor, trompette, etc.) peuvent être également amenés à cette pratique, lorsqu'ils doivent jouer une partie qui n'a pas été écrite originellement pour leur instrument. En particulier les partitions des XVIIIe et XIXe siècles, écrites pour des instruments à vent rares (clarinette en la) ou n'ayant plus cours (cuivres naturels à tons de rechange) doivent souvent être transposées par le musicien.
|                   |   |             | 3           | 1           | 2           |             | 4           |
| ----------------- | - | ----------- | ----------- | ----------- | ----------- | ----------- | ----------- |
| Instrument en si  | 4 | 3           | 2           | 3           | 4           | clef de sol | 1           |
| Instrument en la  | 1 | clef de sol | clef de fa  | 2           | 3           | 4           | 3           |
| Instrument en sol | 3 | 4           | 3           | clef de fa  | clef de sol | 1           | 2           |
| Instrument en fa  | 2 | 1           | clef de sol | 3           | 4           | 3           | 4           |
| Instrument en mi  | 4 | 3           | 4           | clef de sol | 1           | 2           | 3           |
| Instrument en ré  | 3 | 2           | 1           | 4           | 3           | 4           | clef de sol |

## Problématique
La transposition à l'octave avec la gamme tempérée garantit que le rapport de fréquences entre les notes n'est pas modifié, seule la hauteur absolue des sons change. Pour les autres intervalles et tempéraments cela ne marche que pour certains modes de départ et d'arrivée.
Une transposition est donc délicate à réaliser à cause des intervalles diatoniques entre les notes, c'est-à-dire les tons et les demi-tons qui sont inégaux. Il faut par conséquent procéder à certaines corrections au moyen des altérations, et ne pas se contenter de décaler simplement les notes, faute de quoi, la transposition serait erronée.

## Transposition spontanée
La transposition spontanée, dite encore « transposition d'oreille », est fondée sur la mémorisation du morceau à transposer, et l'utilisation de réflexes instrumentaux — digitaux notamment —, telles les différentes gammes jouées quotidiennement, qui entrent automatiquement en jeu. Sa pratique est particulièrement encouragée dans certaines méthodes éducatives, comme la méthode Martenot, en tant que préparation à l'improvisation musicale. Martenot conseille notamment de commencer avec des mélodies simples, puis d'augmenter progressivement la difficulté, jusqu'à pouvoir transposer des pièces polyphoniques (par exemple, pour le clavier, d'abord les inventions à deux voix de Bach, puis, du même compositeur, les chorals à 4 parties, etc.). Il insiste également sur la nécessité de ne faire ces exercices que sur des morceaux préalablement connus par cœur et aisément maîtrisés, autant mentalement que numériquement, sans quoi l'on ne saurait parler de transposition spontanée. Le but de cet entraînement est de créer des réflexes digitaux en connexion totale avec la « pensée musicale » (l'oreille intérieure), nécessaire à tout musicien. Il faut remarquer que, dans le cas des instruments à clavier, le fait d'avoir des connaissances en harmonie (enchaînements d'accords les plus fréquents) est une aide précieuse pour ce type de transposition.
De la même manière, l'apprentissage des techniques du jazz comporte aussi très souvent des exercices consistant à transposer, dans tous les tons, des « modes » (c'est-à-dire, ici, des gammes types servant de réservoir pour l'improvisation mélodique) ou encore des enchaînements d'accords, voire des séquences ou des solos d'un jazzman réputé.

## Transposition à vue
La transposition à vue consiste à transposer en même temps que l'on déchiffre la partition. Il s'agit d'un acte assez ardu nécessitant un entraînement particulier, plus cérébral que l'entraînement à la transposition spontanée. Plusieurs méthodes sont possibles, mais la plus reconnue, en particulier en France et en Belgique par l'enseignement officiel du solfège, est la « transposition par les clefs ». Elle consiste à remplacer imaginairement la clé utilisée sur la partition — clé de sol, par exemple — par une autre clé qui donne la note correspondant à la transposition. Parallèlement, il faut changer imaginairement l'armure et dans certains cas, les altérations accidentelles — dièses, bémols, etc. — indiquées ponctuellement sur la partition, en suivant une logique d'ordre mathématique (voir le tableau ci-dessous).
La maîtrise de cette technique est particulièrement nécessaire pour lire les partitions d'orchestre comprenant des instruments transpositeurs.
Dans la pratique, il est cependant rare qu'un musicien transpose totalement à vue. Souvent cet acte ne lui est suggéré que dans le cas de morceaux assez simples, utilisant un style musical qui lui est familier — ce qui revient à avoir partiellement recours au processus de la transposition spontanée. Ainsi, pour revenir à l'exemple du pianiste accompagnateur, si celui-ci doit transposer, avec la partition, une mélodie qu'il a déjà accompagnée une ou plusieurs fois mais qu'il ne connaît pas par cœur, il effectuera en réalité une combinaison des deux procédés.
| Armure                             | 8    | 7    | 6    | 5    | 4    | 3    | 2     | 1    | 0    | 1    | 2    | 3    | 4    | 5     | 6    | 7    | 8    |
| Tonalité majeure                   | Fa   | Do   | Sol  | Ré   | La   | Mi   | Si    | Fa   | Do   | Sol  | Ré   | La   | Mi   | Si    | Fa   | Do   | Sol  |
| Tonalité mineure                   | Ré m | La m | Mi m | Si m | Fa m | Do m | Sol m | Ré m | La m | Mi m | Si m | Fa m | Do m | Sol m | Ré m | La m | Mi m |
| I ou III                           | fa   | do   | sol  | ré   | la   | mi   | si    | fa   | do   | sol  | ré   | la   | mi   | si    | fa   | do   | sol  |
|                                    | fa   | do   | sol  | ré   | la   | mi   | si    | fa   | do   | sol  | ré   | la   | mi   | si    | fa   | do   | sol  |
|                                    | sol  | ré   | la   | mi   | si   | fa   | do    | sol  | ré   | la   | mi   | si   | fa   | do    | sol  | ré   | la   |
| II ou IV                           | sol  | ré   | la   | mi   | si   | fa   | do    | sol  | ré   | la   | mi   | si   | fa   | do    | sol  | ré   | la   |
|                                    | sol  | ré   | la   | mi   | si   | fa   | do    | sol  | ré   | la   | mi   | si   | fa   | do    | sol  | ré   | la   |
|                                    | la   | mi   | si   | fa   | do   | sol  | ré    | la   | mi   | si   | fa   | do   | sol  | ré    | la   | mi   | si   |
| III ou V                           | la   | mi   | si   | fa   | do   | sol  | ré    | la   | mi   | si   | fa   | do   | sol  | ré    | la   | mi   | si   |
| altération très rare !             | la   | mi   | si   | fa   | do   | sol  | ré    | la   | mi   | si   | fa   | do   | sol  | ré    | la   | mi   | si   |
| altération strictement théorique ! | si   | fa   | do   | sol  | ré   | la   | mi    | si   | fa   | do   | sol  | ré   | la   | mi    | si   | fa   | do   |
| IV ou VI                           | si   | fa   | do   | sol  | ré   | la   | mi    | si   | fa   | do   | sol  | ré   | la   | mi    | si   | fa   | do   |
|                                    | si   | fa   | do   | sol  | ré   | la   | mi    | si   | fa   | do   | sol  | ré   | la   | mi    | si   | fa   | do   |
|                                    | do   | sol  | ré   | la   | mi   | si   | fa    | do   | sol  | ré   | la   | mi   | si   | fa    | do   | sol  | ré   |
| V ou VII                           | do   | sol  | ré   | la   | mi   | si   | fa    | do   | sol  | ré   | la   | mi   | si   | fa    | do   | sol  | ré   |
|                                    | do   | sol  | ré   | la   | mi   | si   | fa    | do   | sol  | ré   | la   | mi   | si   | fa    | do   | sol  | ré   |
|                                    | ré   | la   | mi   | si   | fa   | do   | sol   | ré   | la   | mi   | si   | fa   | do   | sol   | ré   | la   | mi   |
| VI ou I                            | ré   | la   | mi   | si   | fa   | do   | sol   | ré   | la   | mi   | si   | fa   | do   | sol   | ré   | la   | mi   |
|                                    | ré   | la   | mi   | si   | fa   | do   | sol   | ré   | la   | mi   | si   | fa   | do   | sol   | ré   | la   | mi   |
|                                    | mi   | si   | fa   | do   | sol  | ré   | la    | mi   | si   | fa   | do   | sol  | ré   | la    | mi   | si   | fa   |
| VII ou II                          | mi   | si   | fa   | do   | sol  | ré   | la    | mi   | si   | fa   | do   | sol  | ré   | la    | mi   | si   | fa   |
| altération strictement théorique ! | mi   | si   | fa   | do   | sol  | ré   | la    | mi   | si   | fa   | do   | sol  | ré   | la    | mi   | si   | fa   |
| altération strictement théorique ! | fa   | do   | sol  | ré   | la   | mi   | si    | fa   | do   | sol  | ré   | la   | mi   | si    | fa   | do   | sol  |

Ce tableau s'utilise ainsi :
- on repère en ligne 2 ou 3 les colonnes C1 et C2 correspondant respectivement à la tonalité de départ et à la tonalité d'arrivée ;
- ensuite, pour chaque note à transposer :
  - on cherche la ligne L qui contient en colonne C1 la note à transposer,
  - on lit sur la même ligne L mais dans la colonne C2 la note transposée correspondante.

Par exemple, dans la transposition de fa  mineur (ligne 3, colonne C1=13) à mi  mineur (colonne C2=4), un ré  (voir la ligne 14) se transpose en un do .

## Transposition électronique
On peut transposer des sons enregistrés en les jouant au ralenti ou en accéléré, mais cela change le timbre de la voix comme des instruments, ainsi que la vitesse à laquelle est joué le morceau. Toutefois, les techniques actuelles de traitement du signal permettent une transposition sans changement de timbre ni de vitesse, à l'aide d'un logiciel adéquat. Ce dispositif est très utilisé dans les studios d'enregistrement pour permettre à un chanteur de s'accompagner à la quinte, par exemple.